# Sergio Campana
Sergio Campana (ur. 5 czerwca 1986 w Reggio nell’Emilia) – włoski kierowca wyścigowy.

## Kariera

### Formuła Renault
Włoch pierwsze kroki w wyścigach samochodowych stawiał w 2007 roku, we Włoskiej Formule Renault. Rok później (w zespole CO2 Motorsport) pięciokrotnie stanął na podium (odniósł trzy zwycięstwa, w tym dwa na torze Misano), plasując się ostatecznie na 5. miejscu. W latach 2007–2008 startował także w Europejskiej Formule Renault. Gdy w pierwszym sezonie startował jedynie gościnnie, to rok później był sklasyfikowany na 26 miejscu.

### Formuła 3
W latach 2009–2010 Sergio reprezentował ekipę Lucidi Motors we Włoskiej Formule 3. W obu sezonach Campana trzykrotnie zwyciężył, a w klasyfikacji generalnej znalazł się odpowiednio na 4. i 5. pozycji. W 2011 roku Włoch podpisał kontrakt z BVM-Target. Współpraca zaowocowała tytułem mistrzowskim, po bardzo równym sezonie. Tym razem dwukrotnie znalazł się na najwyższym stopniu podium.

### Auto GP World Series
W sezonie 2012 Campana zadebiutował w Auto GP World Series. 1 zwycięstwo i 2 podia, oraz zdobyte punkty w innych wyścigach dały mu 90 punktów i 6 lokatę w klasyfikacji generalnej. Na sezon 2013 Włoch podpisał kontrakt z hiszpańską ekipą Ibiza Racing Team. Tym razem zwyciężał trzykrotnie, a siedmiokrotnie stawał na podium. Uzbierane 197 punktów uplasowało go na najniższym stopniu podium klasyfikacji generalnej.
W 2014 roku wystartował jedynie w dwóch pierwszych wyścigach, jednak obu nie ukończył. Dorobek jednego punktu dał mu 21 miejsce w końcowej klasyfikacji kierowców.

### Seria GP2
W 2013 roku podczas rundy Serii GP2 na torze Autodromo Nazionale di Monza Campana zmienił Ricardo Teixeirę w bolidzie włoskiej ekipy Trident Racing. W sobotnim wyścigu uplasował się na piętnastej pozycji, a w niedziele był 24. Został sklasyfikowany na 32 miejscu w klasyfikacji generalnej.
Rok później Włoch zmienił Conora Daly’ego w bolidzie Venezuela GP Lazarus podczas włoskiej i rosyjskiej. Wystartował w trzech wyścigów, jednak nie zdobywał punktów. Został sklasyfikowany na trzydziestym miejscu w końcowej klasyfikacji kierowców.

### Formuła Acceleration 1
W sezonie 2014 Włoch rozpoczął starty w nowo utworzonej Formule Acceleration 1. W ciągu dziesięciu wyścigów, w których wystartował, trzykrotnie stawał na podium. Uzbierał łącznie 42 punkty, co dało mu szóste miejsce w klasyfikacji generalnej.

## Statystyki
| Sezon | Seria                                              | Zespół               | Wyścigi | PP | Zwycięstwa | Podium | NO | Punkty | Pozycja |
| ----- | -------------------------------------------------- | -------------------- | ------- | -- | ---------- | ------ | -- | ------ | ------- |
| 2007  | Włoska Formuła Renault                             | Cram Competition     | 14      | 0  | 0          | 0      | 0  | 1      | 31      |
| 2007  | Europejski Puchar Formuły Renault 2.0              | Cram Competition     | 2       | 0  | 0          | 0      | 0  | 0      | NS      |
| 2008  | Włoska Formuła Renault                             | CO2 Motorsport       | 14      | 3  | 1          | 2      | 5  | 238    | 5       |
| 2008  | Europejski Puchar Formuły Renault 2.0              | Prema Powerteam      | 12      | 0  | 0          | 0      | 0  | 2      | 26      |
| 2008  | Portugalska Formuła Renault Junior (edycja zimowa) | CO2 Motorsport       | 4       | 0  | 1          | 0      | 0  | 7      | 15      |
| 2009  | Włoska Formuła 3                                   | Lucidi Motors        | 16      | 3  | 1          | 4      | 7  | 152    | 4       |
| 2010  | Włoska Formuła 3                                   | Lucidi Motors        | 16      | 3  | 0          | 1      | 7  | 114    | 5       |
| 2011  | Włoska Formuła 3                                   | BVM Srl              | 16      | 2  | 0          | 4      | 8  | 149    | 1       |
| 2012  | Auto GP World Series                               | Team MLR71           | 14      | 1  | 0          | 1      | 2  | 90     | 6       |
| 2012  | Auto GP World Series                               | Euronova Racing      | 14      | 1  | 0          | 1      | 2  | 90     | 6       |
| 2012  | Auto GP World Series                               | Zele Racing          | 14      | 1  | 0          | 1      | 2  | 90     | 6       |
| 2013  | Auto GP World Series                               | Ibiza Racing Team    | 16      | 3  | 1          | 1      | 7  | 197    | 3       |
| 2013  | Seria GP2                                          | Trident Racing       | 2       | 0  | 0          | 0      | 0  | 0      | 32      |
| 2014  | Auto GP World Series                               | Zele Racing          | 2       | 0  | 0          | 0      | 0  | 1      | 21      |
| 2014  | Formuła Acceleration 1                             | Azerti Racing        | 10      | 0  | 1          | 1      | 3  | 42     | 6       |
| 2014  | Seria GP2                                          | Venezuela GP Lazarus | 3       | 0  | 0          | 0      | 0  | 0      | 30      |

## Wyniki w GP2
| Legenda oznaczeń w tabelach wyników Wyświetl szablon na nowej stronie | Legenda oznaczeń w tabelach wyników Wyświetl szablon na nowej stronie                                                                     |
| Oznaczenie                                                            | Wyjaśnienie |
| --------------------------------------------------------------------- | --- |
| Złoty                                                                 | Zwycięzca lub mistrzostwo |
| Srebrny                                                               | 2. miejsce lub wicemistrzostwo |
| Brązowy                                                               | 3. miejsce lub II wicemistrzostwo |
| Zielony                                                               | Ukończył, punktował (w klasyfikacji generalnej, gdy zdobył co najmniej jeden punkt na przestrzeni sezonu, poza trzema powyższymi opcjami) |
| Niebieski                                                             | Ukończył, nie punktował (w klasyfikacji generalnej, gdy nie zdobył co najmniej jednego punktu na przestrzeni sezonu)                      |
| Czerwony                                                              | Nie zakwalifikował się (NZ) |
| Czerwony                                                              | Nie prekwalifikował się (NPK) |
| Różowy                                                                | Nie ukończył (NU) |
| Różowy                                                                | Niesklasyfikowany (NS) (w klasyfikacji generalnej, gdy nie został sklasyfikowany w żadnym wyścigu sezonu)                                 |
| Czarny                                                                | Zdyskwalifikowany (DK) |
| Czarny                                                                | Wykluczony (WYK/EX) |
| Biały                                                                 | Nie wystartował (NW) |
| Biały                                                                 | Kontuzjowany (K/INJ) |
| Biały                                                                 | Wyścig odwołany (OD/C) |
| Bez koloru                                                            | Został wycofany (WYC/WD) |
| Bez koloru                                                            | Nie przybył (NP/DNA) |
| Bez koloru                                                            | Nie brał udziału w treningach (NT/DNP) |
| Bez koloru                                                            | Nie został zgłoszony (–) |
| Pogrubienie                                                           | Start z pole position |
| Kursywa                                                               | Najszybsze okrążenie wyścigu |
| †                                                                     | Nie ukończył, ale jego rezultat został zaliczony ze względu na przejechanie więcej niż 90% dystansu wyścigu.                              |
| *                                                                     | Sezon w trakcie |
| 1/2/3                                                                 | Punktowana pozycja w sprincie kwalifikacyjnym                                                                                             |
| Lista systemów punktacji Formuły 1                                    | |

| Rok  | Zespół               | Wyniki w poszczególnych eliminacjach | Wyniki w poszczególnych eliminacjach | Wyniki w poszczególnych eliminacjach | Wyniki w poszczególnych eliminacjach | Wyniki w poszczególnych eliminacjach | Wyniki w poszczególnych eliminacjach | Wyniki w poszczególnych eliminacjach | Wyniki w poszczególnych eliminacjach | Wyniki w poszczególnych eliminacjach | Wyniki w poszczególnych eliminacjach | Wyniki w poszczególnych eliminacjach | Wyniki w poszczególnych eliminacjach | Wyniki w poszczególnych eliminacjach | Wyniki w poszczególnych eliminacjach | Wyniki w poszczególnych eliminacjach | Wyniki w poszczególnych eliminacjach | Wyniki w poszczególnych eliminacjach | Wyniki w poszczególnych eliminacjach | Wyniki w poszczególnych eliminacjach | Wyniki w poszczególnych eliminacjach | Wyniki w poszczególnych eliminacjach | Wyniki w poszczególnych eliminacjach | Punkty | Pozycja |
| ---- | -------------------- | ------------------------------------ | ------------------------------------ | ------------------------------------ | ------------------------------------ | ------------------------------------ | ------------------------------------ | ------------------------------------ | ------------------------------------ | ------------------------------------ | ------------------------------------ | ------------------------------------ | ------------------------------------ | ------------------------------------ | ------------------------------------ | ------------------------------------ | ------------------------------------ | ------------------------------------ | ------------------------------------ | ------------------------------------ | ------------------------------------ | ------------------------------------ | ------------------------------------ | ------ | ------- |
| 2013 | Trident Racing       | MAL                                  | MAL                                  | BHR                                  | BHR                                  | ESP                                  | ESP                                  | MON                                  | MON                                  | GBR                                  | GBR                                  | DEU                                  | DEU                                  | HUN                                  | HUN                                  | BEL                                  | BEL                                  | ITA                                  | ITA                                  | SIN                                  | SIN                                  | ARE                                  | ARE                                  | 0      | 32      |
| 2013 | Trident Racing       | –                                    | –                                    | –                                    | –                                    | –                                    | –                                    | –                                    | –                                    | –                                    | –                                    | –                                    | –                                    | –                                    | –                                    | –                                    | –                                    | 15                                   | 24                                   | –                                    | –                                    | –                                    | –                                    | 0      | 32      |
| 2014 | Venezuela GP Lazarus | BHR                                  | BHR                                  | ESP                                  | ESP                                  | MON                                  | MON                                  | AUT                                  | AUT                                  | GBR                                  | GBR                                  | DEU                                  | DEU                                  | HUN                                  | HUN                                  | BEL                                  | BEL                                  | ITA                                  | ITA                                  | RUS                                  | RUS                                  | ARE                                  | ARE                                  | 0      | 30      |
| 2014 | Venezuela GP Lazarus | –                                    | –                                    | –                                    | –                                    | –                                    | –                                    | –                                    | –                                    | –                                    | –                                    | –                                    | –                                    | –                                    | –                                    | –                                    | –                                    | 15                                   | NU                                   | NW                                   | 20                                   | –                                    | –                                    | 0      | 30      |